# Jürgen Sundermann
Pour les articles homonymes, voir Sundermann.
Jürgen Sundermann, né le 25 janvier 1940 à Mülheim en Allemagne et mort le 4 octobre 2022, est un joueur et entraîneur allemand de football.

## Carrière
Il joue dans les années 1960 et 1970 dans les clubs allemands du SC Brück Viktoria Cologne, Rot-Weiss Oberhausen et Hertha BSC Berlin ainsi qu'en Suisse au FC Bâle et au Servette FC. En mars 1960, il dispute sous la direction du sélectionneur Sepp Herberger son premier et unique match international avec l'équipe d'Allemagne, rencontre remportée 2-1 contre le Chili. Pour le Hertha BSC, il dispute en tout 29 matchs de Bundesliga.
Il commence une carrière d'entraîneur au Servette FC, où il est entraîneur-joueur. Il occupe ensuite la fonction dans de nombreux clubs, notamment le Racing Club de Strasbourg, FC Schalke 04, Hertha BSC, Trabzonspor, VfB Leipzig et SV Waldhof Mannheim. Il est entraîneur à trois reprises au VfB Stuttgart, entre 1976 et 1979, entre 1980 et 1982 et au printemps 1995. En 1977, il parvient à monter en Bundesliga, puis obtient une place dans les quatre premiers lors des trois saisons suivantes.
Sa femme est Monika Sundermann depuis 1966 et il est père de deux fils. Il vit avec sa femme à Leonberg près de Stuttgart, jusqu'à sa mort le 4 octobre 2022, à l'âge de 82 ans.